# Andreas Birgersson
Andreas Birgersson, född 30 mars 1991, är en svensk fotbollsspelare (anfallare) som spelar för Räppe GoIF. Han har tidigare spelat för bland annat Östers IF och Oskarshamns AIK.

## Karriär
Birgerssons moderklubb är Rottne IF, som han gjorde 17 mål för i Division 4 2009. Inför säsongen 2010 gick han till Rydaholms GoIF i Division 3, där han gjorde två mål på 20 matcher. Därefter gick han till Ljungby IF, som han gjorde 14 mål för på 20 matcher i Division 2 Södra Götaland 2011.
I december 2011 skrev Birgersson på ett treårskontrakt för Östers IF. Han gjorde tre inhopp för klubben i Superettan 2012. Öster tog steget upp i Allsvenskan 2013, men det blev inget allsvenskt spel alls för Birgersson. De blev direkt nedflyttade och i Superettan 2014 fick Birgersson spela 17 matcher, varav 15 matcher som inhoppare samt göra ett mål. I juli 2015 lämnade Birgersson klubben för spel i seriekonkurrenten Oskarshamns AIK.
I mars 2017 gick Birgersson till division 2-klubben Räppe GoIF. Den 30 december 2017 värvades Birgersson av Lunds BK. Den 12 maj 2018 gjorde han ett hattrick i en 6–3-vinst över Åtvidabergs FF.
I augusti 2018 värvades Birgersson av Mjällby AIF. I juli 2019 lämnade han klubben. Under samma månad blev det klart att Birgersson återvände till Räppe GoIF.